# La Grande Course (récit)
Pour les articles homonymes, voir La Grande Course.
La Grande Course est un récit de voyage de Nicolas Vanier paru en 2015.

## Résumé
À 53 ans, Nicolas Vanier s'élance de Whitehorse (Canada) sur le Yukon, dans la Yukon Quest en février 2015 avec quatorze chiens par -40 °C contre vingt-cinq concurrents, en emportant 150 kg de charge. Le soir, il s'arrête 2 à 3 h où il peut, presque sans dormir, et repart jusqu'au premier check-point à 120 km du départ, où il refait une pause au chaud. Le bottinage des chiens prend 30 minutes à chaque départ. Au deuxième check-point, il laisse quatre chiens fatigués. À la suite d'une chute en Sibérie, il fait une crise de Menière, ce qui le rend incapable de rester debout. Il s'enfouit dans son sac de couchage mais n'arrive pas à déclencher sa balise. Il revient à lui et repart.
L'itinéraire est celui des chercheurs d'or en 1896. Il arrive à Dawson City au Canada, seule étape d'assistance. Il doit dételer un autre chien après les embâcles dus à un hiver tardif, puis un autre qui boite, mais les rattèle après le repos. Dans l'eau glaciale, il sauve un chien de la noyade et se sauve en allumant un feu. Le passage d'un col mythique à 1 100 m est une victoire tout comme le dépassement du dixième. Il ne fait la dernière étape qu'avec huit chiens mais arrive 9e sur seize à Fairbanks (Alaska), après 1 600 km en douze jours.